# UNStudio
UNStudio est une agence internationale d’architecture spécialisée dans l'architecture, le design industriel, le développement urbain et les projets d'infrastructure.  
L'agence fut fondée en 1988 au Pays-Bas par Ben van Berkel et Caroline Bos. Le nom d'UNStudio vient de United Network (réseau uni). 
L'agence basée à Amsterdam, avec des agences à Francfort, Dubai, Hong Kong, Shanghai et Melbourne. UNStudio est composée d'une équipe de plus de 300 collaborateurs à travers le monde, avec à sa tête une équipe de plusieurs directeurs, partenaires, associés.[réf. nécessaire]

## Œuvres
À travers le monde, UNStudio a conçu et réalisé des œuvres dans des domaines de l'architecture et l'environnement bâti très varié allant des équipements culturels, aux infrastructures, bureaux, logements, design industriel, design d'expérience et aménagements urbains.

Les projets d'UNStudio sont : 
- le siège et campus de Booking.com à Amsterdam (2022)
- l'équipement universitaire ECHO sur le campus de l'Université de technologie de Delft, bâtiment à énergie postive (2022)
- la Gare centrale d'Arnhem (2015)
- le réseau ferroviaire de Doha (2019)[4]
- les tours Raffles City à Hangzhou, en Chine (2017)
- le musée Mercedes-Benz à Stuttgart (2006)[5]
- le pont Érasme à Rotterdam (1996)
- le Galleria Department Store à Séoul (2005)
- le centre de bureaux La Defense à Almere (2004)
- le théâtre Agora à Lelystad (2007)
- la maison Möbius dans la région de la Gooi (1998).
- Téléphérique de l'agglomération transfrontalière de Blagovechtchensk-Heihe (2022)

## Galerie

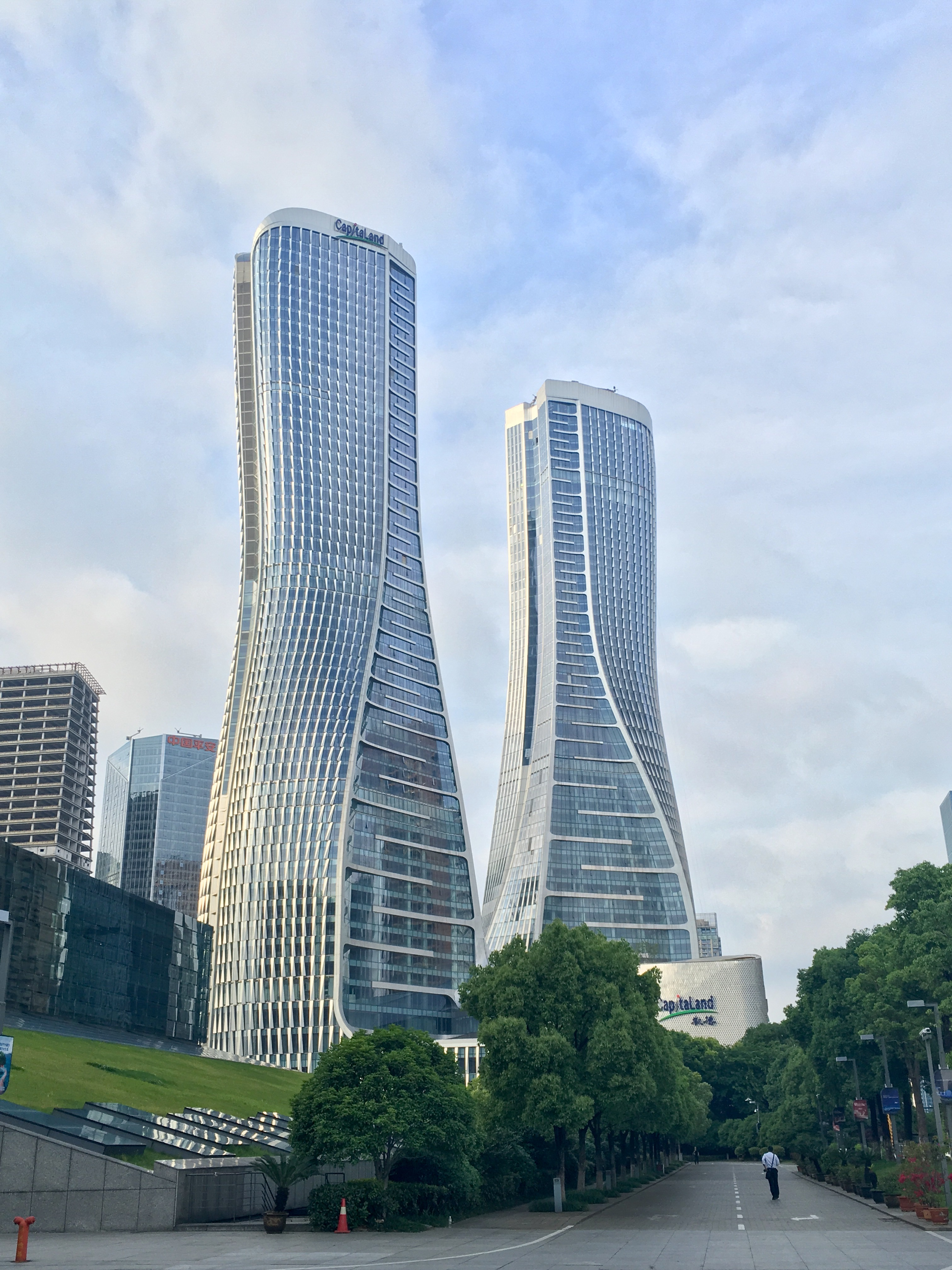
Raffles City (Hangzhou) en Chine
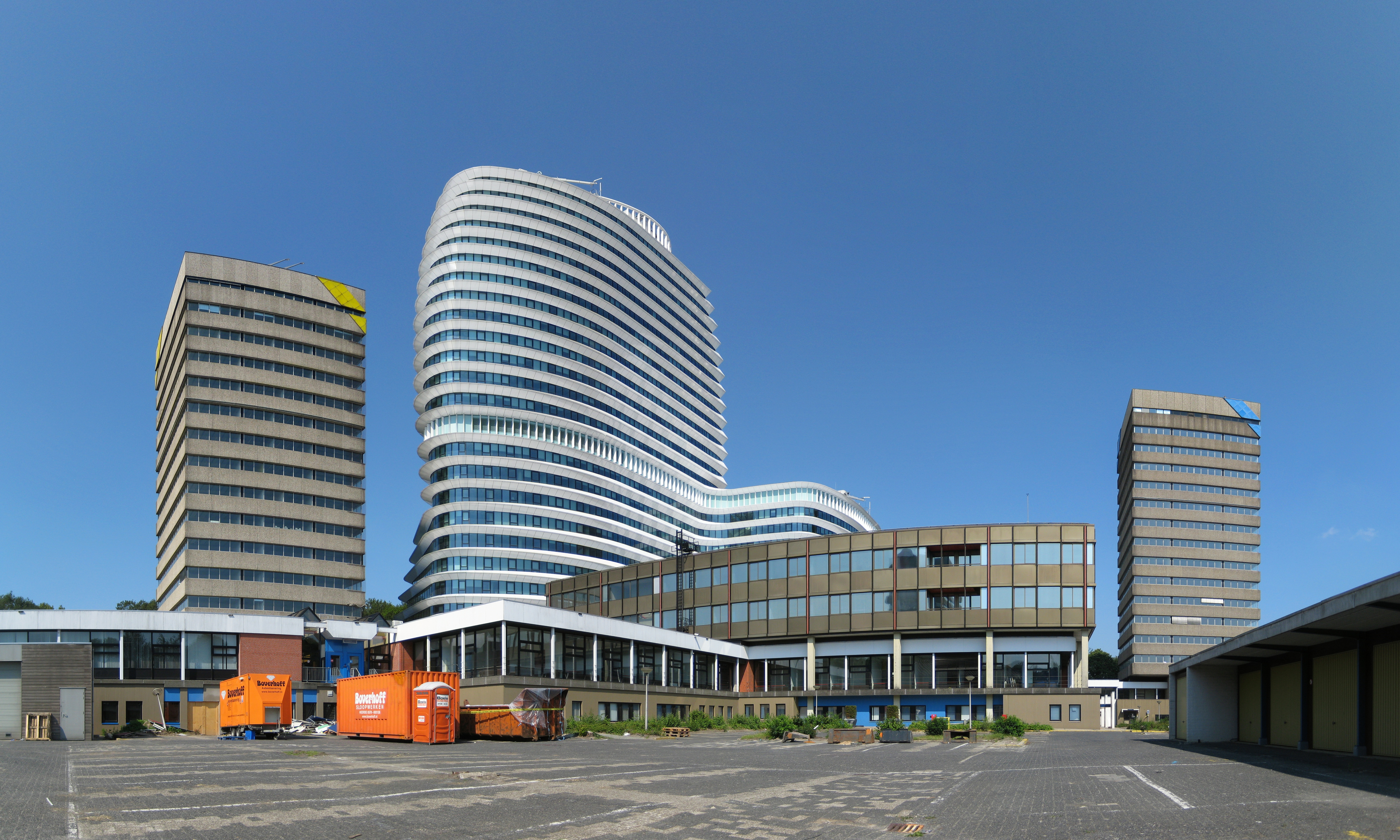
Kantorencomplex Kempkensberg Groningue
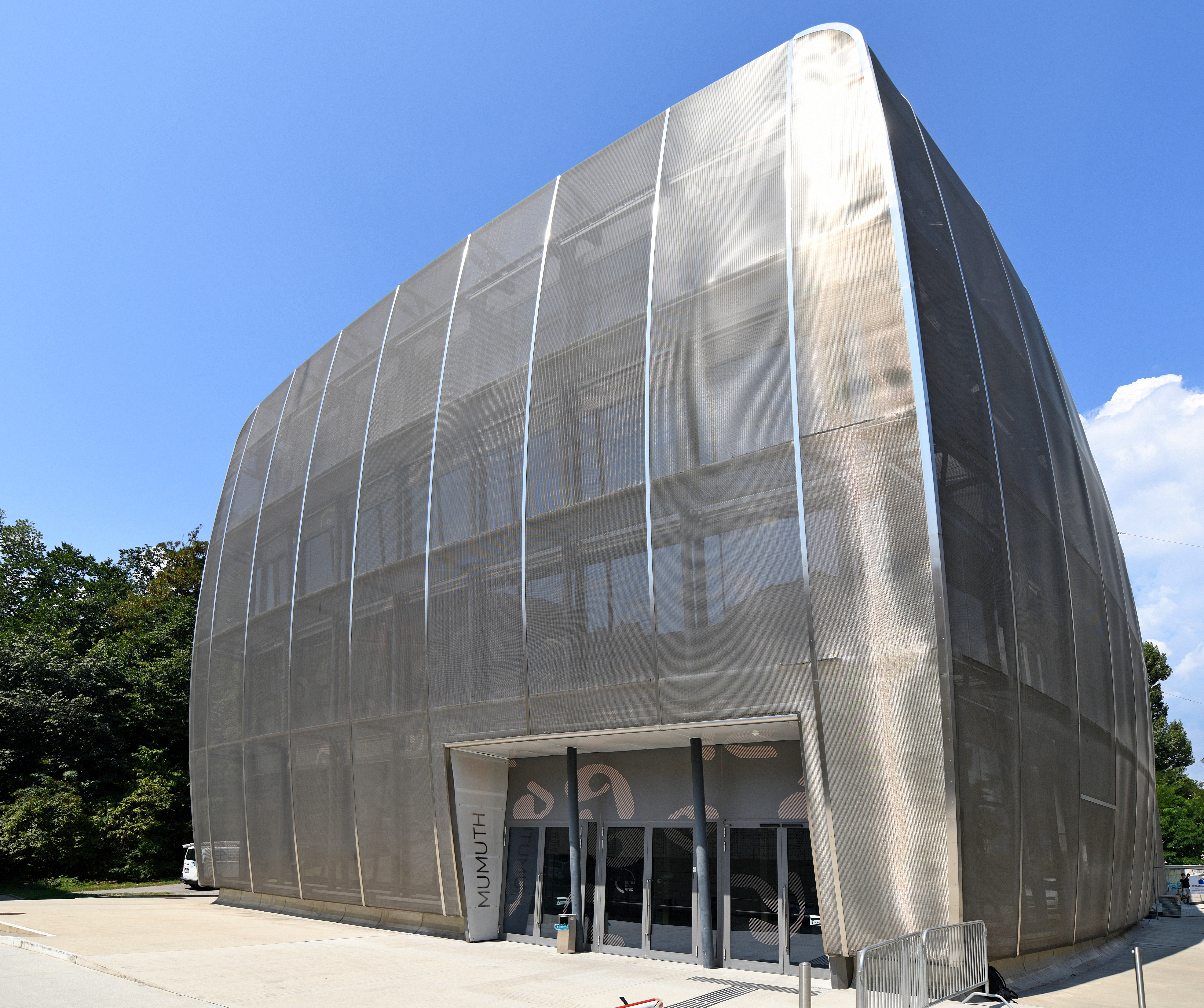
Théâtre MUMUTH à Graz
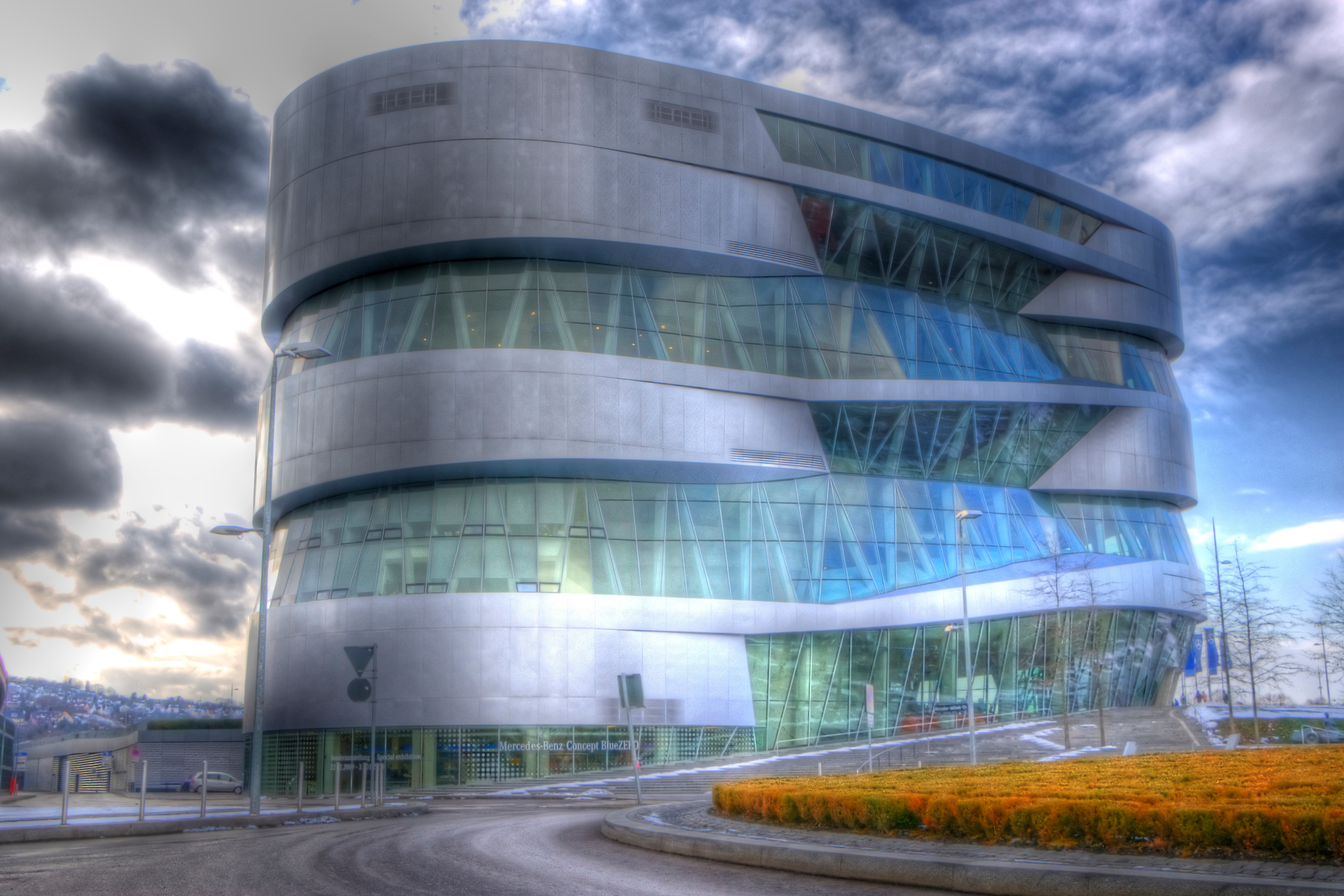
Musée Mercedes-Benz à Stuttgart

## Publications
- Knowledge Matters, Frame Publishers, Sept 2016[6]
- MOVE Pocket Edition Reprint in ne volume, 2008[7]
- Buy me a Mercedes-Benz, Actar, Barcelone, mai 2006
- UNStudio Design Models, monographie, Thames & Hudson, Londres, avril 2006
- Love it Live it, monographie, DD magazine, Séoul, avril 2004
- UNFold, (Nai Publishers) Rotterdam 2002
- Move, Goose Press, Amsterdam 1999
- Ben van Berkel, monographie, El Croquis 72.I, Madrid, mai 1995
- Mobile Forces, monographie, Ernst & Sohn, Berlin 1994
- Delinquent Visionaries, 010 Pubishers, Rotterdam, 1993, 1994
- Ben van Berkel, monographie, 010 Publishers, Rotterdam 1992